# Birthday Song
Birthday Song è un brano musicale registrato dal rapper statunitense 2 Chainz e pubblicato il 24 agosto 2012 come secondo singolo estratto dal suo album di debutto in studio ''Based on a T.R.U. Story'' (2012). La canzone, che presenta la collaborazione con il rapper statunitense Kanye West, è stata prodotta da Sonny Digital, West, BWheezy, Anthony Kilhoffer, Lifted e Mike Dean.

## Video Musicale
Il video musicale è stato pubblicato il 30 agosto 2012, ed è diretto da Andreas Nilsson.

## Classifiche
La canzone ha debuttato al numero 91 della Billboard Hot 100.
| Billboard                            | Posizione |
| ------------------------------------ | --------- |
| US Billboard Hot 100                 | 47        |
| US Hot R&B/Hip-Hop Songs (Billboard) | 10        |
| US Hot Rap Songs (Billboard)         | 7         |
| US Rhythmic (Billboard)              | 19        |